# Olympische Sommerspiele 1920/Schießen
Bei den VII. Olympischen Spielen 1920 in Antwerpen fanden 21 Wettbewerbe im Sportschießen statt. Austragungsorte waren das Kamp van Beverlo in Leopoldsburg (Pistolen- und Gewehrdisziplinen) und das Kamp Hoogboom in Kapellen (Tontaubenschießen).

## Bilanz

### Medaillenspiegel
| Platz | Land                  | Gold | Silber | Bronze | Gesamt |
| ----- | --------------------- | ---- | ------ | ------ | ------ |
| 1     | Vereinigte Staaten    | 13   | 4      | 6      | 23     |
| 2     | Norwegen              | 5    | 2      | 4      | 11     |
| 3     | Schweden              | 1    | 6      | 3      | 10     |
| 4     | Dänemark              | 1    | 2      | –      | 3      |
| 5     | Brasilien             | 1    | 1      | 1      | 3      |
| 6     | Frankreich            | –    | 2      | –      | 2      |
| 7     | Finnland              | –    | 1      | 2      | 3      |
| 8     | Belgien               | –    | 1      | –      | 1      |
| 8     | Griechenland          | –    | 1      | –      | 1      |
| 8     | Südafrikanische Union | –    | 1      | –      | 1      |
| 11    | Schweiz               | –    | –      | 5      | 5      |

### Medaillengewinner
| Konkurrenz                                        | Gold                                                                                  | Silber | Bronze                                                                                         |
| ------------------------------------------------- | ------------------------------------------------------------------------------------- | --- | ---------------------------------------------------------------------------------------------- |
| Armeegewehr liegend 600 m                         | Hugo Johansson                                                                        | Mauritz Eriksson                                                                                          | Lloyd Spooner                                                                                  |
| Armeegewehr Mannschaft liegend 600 m              | Dennis Fenton, Joseph Jackson, Willis A. Lee, Oliver Schriver, Lloyd Spooner          | Robert Bodley, Ferdinand Buchanan, George Harvey, Frederick Morgan, David Smith                           | Erik Blomqvist, Mauritz Eriksson, Hugo Johansson, Gustaf Adolf Jonsson, Erik Ohlsson           |
| Armeegewehr Mannschaft liegend 300 m und 600 m    | Joseph Jackson, Willis A. Lee, Carl Osburn, Oliver Schriver, Lloyd Spooner            | Albert Helgerud, Otto Olsen, Jacob Onsrud, Østen Østensen, Olaf Sletten                                   | Eugene Addor, Joseph Jehle, Fritz Kuchen, Werner Schneeberger, Weibel                          |
| Armeegewehr liegend 300 m                         | Otto Olsen                                                                            | Léon Johnson                                                                                              | Fritz Kuchen                                                                                   |
| Armeegewehr Mannschaft liegend 300 m              | Morris Fisher, Joseph Jackson, Willis A. Lee, Carl Osburn, Lloyd Spooner              | Léon Johnson, Achille Paroche, André Parmentier, Georges Roes, Émile Rumeau                               | Voitto Kolho, Kaarlo Lappalainen, Veli Nieminen, Vilho Vauhkonen, Magnus Wegelius              |
| Armeegewehr stehend 300 m                         | Carl Osburn                                                                           | Lars Jørgen Madsen                                                                                        | Lawrence Nuesslein                                                                             |
| Armeegewehr Mannschaft stehend 300 m              | Niels Larsen, Lars Jørgen Madsen, Anders Nielsen, Anders Petersen, Erik Sætter-Lassen | Thomas Brown, Willis A. Lee, Lawrence Nuesslein, Carl Osburn, Lloyd Spooner                               | Olle Ericsson, Mauritz Eriksson, Walfrid Hellman, Hugo Johansson, Leonard Lagerlöf             |
| Freies Gewehr Dreistellungskampf 300 m            | Morris Fisher                                                                         | Niels Larsen                                                                                              | Østen Østensen                                                                                 |
| Freies Gewehr Dreistellungskampf Mannschaft 300 m | Dennis Fenton, Morris Fisher, Willis A. Lee, Carl Osburn, Lloyd Spooner               | Albert Helgerud, Otto Olsen, Østen Østensen, Gudbrand Skatteboe, Olaf Sletten                             | Gustave Amoudruz, Ulrich Fahrner, Fritz Kuchen, Werner Schneeberger, Bernhard Siegenthaler     |
| Kleinkaliber 50 m                                 | Lawrence Nuesslein                                                                    | Arthur Rothrock                                                                                           | Dennis Fenton                                                                                  |
| Kleinkaliber Mannschaft 50 m                      | Dennis Fenton, Willis A. Lee, Lawrence Nuesslein, Arthur Rothrock, Oliver Schriver    | Oscar Eriksson, Sigvard Hultcrantz, Leonard Lagerlöf, Erik Ohlsson, Ragnar Stare                          | Albert Helgerud, Sigvart Johansen, Anton Olsen, Østen Østensen, Olaf Sletten                   |
| Scheibenpistole 50 m                              | Karl Frederick                                                                        | Afrânio da Costa                                                                                          | Alfred Lane                                                                                    |
| Armeerevolver Mannschaft 50 m                     | Raymond Bracken, Karl Frederick, Michael Kelly, Alfred Lane, James Snook              | Anders Andersson, Gunnar Gabrielsson, Sigvard Hultcrantz, Anders Johnsson, Casimir Reuterskiöld           | Dario Barbosa, Afrânio da Costa, Guilherme Parãense, Fernando Soledade, Sebastião Wolf         |
| Schnellfeuerpistole 30 m                          | Guilherme Parãense                                                                    | Raymond Bracken                                                                                           | Fritz Zulauf                                                                                   |
| Armeerevolver Mannschaft 30 m                     | Karl Frederick, Louis Harant, Michael Kelly, Alfred Lane, James Snook                 | Georgios Moraitinis, Alexandros Theofilakis Ioannis Theofilakis, Alexandros Vrasivanopoulos, Iason Sappas | Gustave Amoudruz, Hans Egli, Domenico Giambonini, Joseph Jehle, Fritz Zulauf                   |
| Laufender Hirsch Einzelschuss 100 m               | Otto Olsen                                                                            | Alfred Swahn                                                                                              | Harald Natvig                                                                                  |
| Laufender Hirsch Einzelschuss Mannschaft 100 m    | Einar Liberg, Ole Lilloe-Olsen, Harald Natvig, Hans Nordvik, Otto Olsen               | Yrjö Kolho, Kaarlo Lappalainen, Robert Tikkanen, Nestori Toivonen, Magnus Wegelius                        | Thomas Brown, Willis A. Lee, Lawrence Nuesslein, Carl Osburn, Lloyd Spooner                    |
| Laufender Hirsch Doppelschuss 100 m               | Ole Lilloe-Olsen                                                                      | Fredric Landelius                                                                                         | Einar Liberg                                                                                   |
| Laufender Hirsch Doppelschuss Mannschaft 100 m    | Einar Liberg, Ole Lilloe-Olsen, Thorstein Johansen, Harald Natvig, Hans Nordvik       | Edward Benedicks, Bengt Lagercrantz, Fredric Landelius, Alfred Swahn, Oscar Swahn                         | Yrjö Kolho, Robert Tikkanen, Nestori Toivonen, Vilho Vauhkonen, Magnus Wegelius                |
| Tontaubenschießen                                 | Mark Arie                                                                             | Frank Troeh                                                                                               | Frank Wright                                                                                   |
| Tontaubenschießen Mannschaft                      | Mark Arie, Horace Bonser, Forest McNeir, Jay Clark, Frank Troeh, Frank Wright         | Albert Bosquet, Joseph Cogels, Émile Dupont, Edouard Fesinger, Henri Quersin, Louis Van Tilt              | Per Kinde, Fredric Landelius, Erik Lundqvist, Erik Sökjer-Petersén, Karl Richter, Alfred Swahn |

## Ergebnisse

### Armeegewehr liegend 600 m
| Platz | Land | Sportler            | Punkte |
| ----- | ---- | ------------------- | ------ |
| 1     | SWE  | Hugo Johansson      | 59     |
| 2     | SWE  | Mauritz Eriksson    | 59     |
| 3     | USA  | Lloyd Spooner       | 59     |
| 4     | GRE  | Ioannis Theofilakis | 59     |
| 5     | SWE  | Erik Blomqvist      | 58     |
| 5     | USA  | Joseph Jackson      | 58     |
| 5     | NOR  | Olaf Sletten        | 58     |
| 8     | DEN  | Povl Gerlow         | 57     |
| 8     | USA  | Joseph Lawless      | 57     |
| 8     | SWE  | Erik Ohlsson        | 57     |

Datum: 29. bis 30. Juli 1920

18 Teilnehmer aus 6 Ländern
Um die Plätze 1 bis 4 fand ein Stechen statt.

### Armeegewehr Mannschaft liegend 600 m
| Platz | Land | Sportler                                                                                              | Punkte |
| ----- | ---- | --- | ------ |
| 1     | USA  | Dennis Fenton Joseph Jackson Willis A. Lee Oliver Schriver Lloyd Spooner                              | 287    |
| 2     | RSA  | Robert Bodley Ferdinand Buchanan George Harvey Frederick Morgan David Smith                           | 287    |
| 3     | SWE  | Erik Blomqvist Mauritz Eriksson Hugo Johansson Gustaf Adolf Jonsson Erik Ohlsson                      | 287    |
| 4     | NOR  | Albert Helgerud Otto Olsen Jacob Onsrud Østen Østensen Olaf Sletten                                   | 282    |
| 5     | FRA  | Léon Johnson André Parmentier Achille Paroche Georges Roes Émile Rumeau                               | 280    |
| 6     | SUI  | Fritz Kuchen Walter Lienhard Arnold Rösli Albert Tröndle Caspar Widmer                                | 279    |
| 7     | GRE  | Konstantinos Kefalas Emmanouil Peristerakis Alexandros Theofilakis Ioannis Theofilakis Andreas Vikhos | 270    |
| 8     | FIN  | Voitto Kolho Kaarlo Lappalainen Veli Nieminen Vilho Vauhkonen Magnus Wegelius                         | 268    |

Datum: 29. Juli bis 2. August 1920

70 Teilnehmer aus 14 Ländern
Um die Plätze 1 bis 3 fand ein Stechen statt.

### Armeegewehr Mannschaft liegend 300 m und 600 m
| Platz | Land | Sportler                                                                                                   | Punkte |
| ----- | ---- | --- | ------ |
| 1     | USA  | Joseph Jackson Willis A. Lee Carl Osburn Oliver Schriver Lloyd Spooner                                     | 573    |
| 2     | NOR  | Albert Helgerud Otto Olsen Jacob Onsrud Olaf Sletten Østen Østensen                                        | 565    |
| 3     | SUI  | Eugene Addor Joseph Jehle Fritz Kuchen Werner Schneeberger Weibel                                          | 563    |
| 4     | FRA  | Léon Johnson André Parmentier Achille Paroche Georges Roes Émile Rumeau                                    | 563    |
| 5     | RSA  | Robert Bodley Ferdinand Buchanan George Harvey Frederick Morgan David Smith                                | 560    |
| 6     | SWE  | Bror Andreasson Erik Blomqvist Mauritz Eriksson Gustaf Adolf Jonsson Hugo Johansson                        | 558    |
| 7     | GRE  | Konstantinos Kefalas Emmanouil Peristerakis Alexandros Theofilakis Ioannis Theofilakis Vasileios Xylinakis | 553    |
| 8     | TCH  | Antonín Brych Rudolf Jelen Václav Kindl Josef Linert Josef Sucharda                                        | 536    |

Datum: 29. Juli 1920
70 Teilnehmer aus 14 Ländern

### Armeegewehr liegend 300 m
| Platz | Land | Sportler         | Punkte |
| ----- | ---- | ---------------- | ------ |
| 1     | NOR  | Otto Olsen       | 60     |
| 2     | FRA  | Léon Johnson     | 59     |
| 3     | SUI  | Fritz Kuchen     | 59     |
| 4     | FIN  | Vilho Vauhkonen  | 59     |
| 5     | FRA  | Achille Paroche  | 59     |
| 6     | SWE  | Erik Blomqvist   | 58     |
| 6     | SWE  | Mauritz Eriksson | 58     |
| 6     | NOR  | Albert Helgerud  | 58     |
| 6     | SWE  | Hugo Johansson   | 58     |
| 6     | NOR  | Olaf Sletten     | 58     |
| 6     | USA  | Lloyd Spooner    | 58     |

Datum: 29. bis 30. Juli 1920

22 Teilnehmer aus 7 Ländern
Um die Plätze 2 bis 5 fand ein Stechen statt.

### Armeegewehr Mannschaft liegend 300 m
| Platz | Land | Sportler                                                                      | Punkte |
| ----- | ---- | ----------------------------------------------------------------------------- | ------ |
| 1     | USA  | Morris Fisher Joseph Jackson Willis A. Lee Carl Osburn Lloyd Spooner          | 289    |
| 2     | FRA  | Léon Johnson Achille Paroche André Parmentier Georges Roes Émile Rumeau       | 283    |
| 3     | FIN  | Voitto Kolho Kaarlo Lappalainen Veli Nieminen Vilho Vauhkonen Magnus Wegelius | 281    |
| 4     | SUI  | Fritz Kuchen Walter Lienhard Arnold Rösli Albert Tröndle Caspar Widmer        | 281    |
| 5     | SWE  | Erik Blomqvist Mauritz Eriksson Ture Holmberg Werner Jernström Hugo Johansson | 281    |
| 6     | NOR  | Albert Helgerud Jacob Onsrud Otto Olsen Østen Østensen Olaf Sletten           | 280    |
| 7     | ESP  | José Bento Antonio Bonilla Luis Calvet Antonio Moreira Domingo Rodríguez      | 278    |
| 8     | RSA  | Robert Bodley George Lishman Frederick Morgan Mark Paxton David Smith         | 276    |

Datum: 29. Juli 1920

75 Teilnehmer aus 15 Ländern

### Armeegewehr stehend 300 m
| Platz | Land | Sportler           | Punkte |
| ----- | ---- | ------------------ | ------ |
| 1     | USA  | Carl Osburn        | 56     |
| 2     | DEN  | Lars Jørgen Madsen | 55     |
| 3     | USA  | Lawrence Nuesslein | 54     |
| 4     | DEN  | Erik Sætter-Lassen | 54     |
| 5     | BEL  | Joseph Janssens    | 54     |
| 6     | ITA  | Ricardo Ticchi     | 54     |
| 7     | DEN  | Anders Nielsen     | 53     |
| 7     | DEN  | Anders Petersen    | 53     |
| 7     | USA  | Lloyd Spooner      | 53     |

Datum: 29. bis 30. Juli 1920

16 Teilnehmer aus 7 Ländern
Um die Plätze 3 bis 6 fand ein Stechen statt.

### Armeegewehr Mannschaft stehend 300 m
| Platz | Land | Sportler                                                                          | Punkte |
| ----- | ---- | --------------------------------------------------------------------------------- | ------ |
| 1     | DEN  | Niels Larsen Lars Jørgen Madsen Anders Nielsen Anders Petersen Erik Sætter-Lassen | 266    |
| 2     | USA  | Thomas Brown Willis A. Lee Lawrence Nuesslein Carl Osburn Lloyd Spooner           | 255    |
| 3     | SWE  | Olle Ericsson Mauritz Eriksson Walfrid Hellman Hugo Johansson Leonard Lagerlöf    | 255    |
| 4     | ITA  | Giancarlo Boriani Sem De Ranieri Luigi Favretti Camillo Isnardi Ricardo Ticchi    | 251    |
| 5     | FRA  | Léon Johnson André Parmentier Achille Paroche Georges Roes Émile Rumeau           | 249    |
| 6     | NOR  | Albert Helgerud Otto Olsen Østen Østensen Gudbrand Skatteboe Olaf Sletten         | 242    |
| 7     | FIN  | Voitto Kolho Kaarlo Lappalainen Nestori Toivonen Vilho Vauhkonen Magnus Wegelius  | 235    |
| 8     | SUI  | Fritz Kuchen Walter Lienhard Arnold Rösli Albert Tröndle Caspar Widmer            | 234    |

Datum: 29. Juli 1920

75 Teilnehmer aus 15 Ländern

### Freies Gewehr Dreistellungskampf 300 m
| Platz | Land | Sportler           | Punkte |
| ----- | ---- | ------------------ | ------ |
| 1     | USA  | Morris Fisher      | 997    |
| 2     | DEN  | Niels Larsen       | 985    |
| 3     | NOR  | Østen Østensen     | 980    |
| 4     | USA  | Carl Osburn        | 980    |
| 5     | NOR  | Gudbrand Skatteboe | 975    |
| 5     | USA  | Lloyd Spooner      | 975    |
| 7     | SWE  | Mauritz Eriksson   | 974    |
| 7     | FIN  | Voitto Kolho       | 974    |

Datum: 31. Juli 1920

40 Teilnehmer aus 8 Ländern

### Freies Gewehr Dreistellungskampf Mannschaft 300 m
| Platz | Land | Sportler                                                                               | Punkte |
| ----- | ---- | -------------------------------------------------------------------------------------- | ------ |
| 1     | USA  | Dennis Fenton Morris Fisher Willis A. Lee Carl Osburn Lloyd Spooner                    | 4876   |
| 2     | NOR  | Albert Helgerud Otto Olsen Østen Østensen Gudbrand Skatteboe Olaf Sletten              | 4748   |
| 3     | SUI  | Gustave Amoudruz Ulrich Fahrner Fritz Kuchen Werner Schneeberger Bernhard Siegenthaler | 4698   |
| 4     | FIN  | Voitto Kolho Kaarlo Lappalainen Veli Nieminen Vilho Vauhkonen Magnus Wegelius          | 4668   |
| 5     | DEN  | Anton Andersen Niels Larsen Niels Laursen Lars Jørgen Madsen Peter Petersen            | 4644   |
| 6     | SWE  | Erik Blomqvist Mauritz Eriksson Hugo Johansson Viktor Knutsson Leon Lagerlöf           | 4591   |
| 7     | FRA  | Paul Colas André Parmentier Achille Paroche Albert Regnier Georges Roes                | 4487   |
| 8     | NED  | Antonius Bouwens Herman Bouwens Jan Brussaard Cornelis van Dalen Gerard van den Bergh  | 4383   |

Datum: 31. Juli 1920

70 Teilnehmer aus 14 Ländern
Die Punktzahlen wurden dem Einzelwettkampf Freies Gewehr Dreistellungskampf 300 m entnommen und nach Team aufsummiert.

### Kleinkaliber 50 m
| Platz | Land | Sportler           | Punkte |
| ----- | ---- | ------------------ | ------ |
| 1     | USA  | Lawrence Nuesslein | 391    |
| 2     | USA  | Arthur Rothrock    | 386    |
| 3     | USA  | Dennis Fenton      | 385    |
| 4     | SWE  | Sigvard Hultcrantz | 382    |
| 5     | SWE  | Erik Ohlsson       | 381    |
| 6     | NOR  | Anton Olsen        | 379    |
| 7     | DEN  | Lars Jørgen Madsen | 378    |
| 7     | DEN  | Erik Sætter-Lassen | 378    |

Datum: 2. August 1920

50 Teilnehmer aus 10 Ländern

### Kleinkaliber Mannschaft 50 m
| Platz | Land | Sportler                                                                           | Punkte |
| ----- | ---- | ---------------------------------------------------------------------------------- | ------ |
| 1     | USA  | Dennis Fenton Willis A. Lee Lawrence Nuesslein Arthur Rothrock Oliver Schriver     | 1899   |
| 2     | SWE  | Oscar Eriksson Sigvard Hultcrantz Leonard Lagerlöf Erik Ohlsson Ragnar Stare       | 1873   |
| 3     | NOR  | Albert Helgerud Sigvart Johansen Anton Olsen Østen Østensen Olaf Sletten           | 1866   |
| 4     | DEN  | Lars Jørgen Madsen Christen Møller Anders Nielsen Erik Sætter-Lassen Otto Wegener  | 1862   |
| 5     | FRA  | Léon Johnson André Parmentier Achille Paroche Georges Roes Émile Rumeau            | 1847   |
| 6     | BEL  | Louis Andrieu Philippe Cammaerts Victor Robert Paul van Asbroeck Norbert Van Molle | 1785   |
| 7     | ITA  | Peppy Campus Raffaele Frasca Alfredo Galli Franco Micheli Ricardo Ticchi           | 1777   |
| 8     | RSA  | Robert Bodley George Harvey George Lishman Frederick Morgan Mark Paxton            | 1755   |

Datum: 2. August 1920

50 Teilnehmer aus 10 Ländern

### Scheibenpistole 50 m
| Platz | Land | Sportler          | Punkte |
| ----- | ---- | ----------------- | ------ |
| 1     | USA  | Karl Frederick    | 496    |
| 2     | BRA  | Afrânio da Costa  | 489    |
| 3     | USA  | Alfred Lane       | 481    |
| 4     | DEN  | Laurits Larsen    | 475    |
| 5     | DEN  | Niels Larsen      | 470    |
| 6     | SWE  | Anders Andersson  | 467    |
| 7     | BEL  | Paul van Asbroeck | 466    |
| 8     | GRE  | Iason Sappas      | 464    |

Datum: 2. August 1920

36 Teilnehmer aus 8 Ländern

### Armeerevolver Mannschaft 50 m
| Platz | Land | Sportler                                                                                               | Punkte |
| ----- | ---- | --- | ------ |
| 1     | USA  | Raymond Bracken Karl Frederick Michael Kelly Alfred Lane James Snook                                   | 2372   |
| 2     | SWE  | Anders Andersson Gunnar Gabrielsson Sigvard Hultcrantz Anders Johnsson Casimir Reuterskiöld            | 2289   |
| 3     | BRA  | Dario Barbosa Afrânio da Costa Guilherme Parãense Fernando Soledade Sebastião Wolf                     | 2264   |
| 4     | GRE  | Georgios Moraitinis Iason Sappas Alexandros Theofilakis Ioannis Theofilakis Alexandros Vrasivanopoulos | 2240   |
| 5     | BEL  | Conrad Adriaenssens Arthur Balbaert Joseph Haesaerts François Heyens Paul van Asbroeck                 | 2229   |
| 6     | FRA  | Émile Boitout Léon Johnson Jules Maujean Joseph Pecchia André Regaud                                   | 2225   |
| 7     | ITA  | Giancarlo Boriani Raffaele Frasca Alfredo Galli Roberto Preda Ricardo Ticchi                           | 2224   |
| 8     | DEN  | Christian Andersen Niels Larsen Lars Jørgen Madsen Carl Pedersen Otto Plantener                        | 2159   |

Datum: 2. August 1920

65 Teilnehmer aus 13 Ländern

### Schnellfeuerpistole 30 m
| Platz | Land | Sportler           | Punkte |
| ----- | ---- | ------------------ | ------ |
| 1     | BRA  | Guilherme Parãense | 274    |
| 2     | USA  | Raymond Bracken    | 272    |
| 3     | SUI  | Fritz Zulauf       | 269    |
| 4     | USA  | Louis Harant       | 264    |
| 5     | USA  | Karl Frederick     | 262    |
| 6     | USA  | Alfred Lane        | 258    |
| 7     | USA  | Howard Bayles      | 244    |

Datum: 3. August 1920

7 Teilnehmer aus 3 Ländern

### Armeerevolver Mannschaft 30 m
| Platz | Land | Sportler                                                                                               | Punkte |
| ----- | ---- | --- | ------ |
| 1     | USA  | Karl Frederick Louis Harant Michael Kelly Alfred Lane James Snook                                      | 1310   |
| 2     | GRE  | Georgios Moraitinis Alexandros Theofilakis Ioannis Theofilakis Alexandros Vrasivanopoulos Iason Sappas | 1285   |
| 3     | SUI  | Gustave Amoudruz Hans Egli Domenico Giambonini Joseph Jehle Fritz Zulauf                               | 1270   |
| 4     | SWE  | Dario Barbosa Afrânio da Costa Guilherme Parãense Fernando Soledade Sebastião Wolf                     | 1261   |
| 5     | FRA  | Émile Boitout Léon Johnson Jules Maujean Joseph Pecchia André Regaud                                   | 1239   |
| 6     | ESP  | José Bento Antonio Bonilla Luis Calvet José María Miró Antonio Vázquez                                 | 1224   |

Datum: 3. August 1920

45 Teilnehmer aus 9 Ländern

### Laufender Hirsch Einzelschuss 100 m
| Platz | Land | Sportler           | Punkte |
| ----- | ---- | ------------------ | ------ |
| 1     | NOR  | Otto Olsen         | 43     |
| 2     | SWE  | Alfred Swahn       | 41     |
| 3     | NOR  | Harald Natvig      | 41     |
| 4     | FIN  | Yrjö Kolho         | 40     |
| 5     | FIN  | Robert Tikkanen    | 40     |
| 6     | SWE  | Fredric Landelius  | 39     |
| 7     | USA  | Lawrence Nuesslein | 38     |
| 8     | SWE  | Oscar Swahn        | 37     |

Datum: 27. Juli 1920

12 Teilnehmer aus 4 Ländern
Um die Plätze 2 und 3 fand ein Stechen statt.

### Laufender Hirsch Einzelschuss Mannschaft 100 m
| Platz | Land | Sportler                                                                       | Punkte |
| ----- | ---- | ------------------------------------------------------------------------------ | ------ |
| 1     | NOR  | Einar Liberg Ole Lilloe-Olsen Harald Natvig Hans Nordvik Otto Olsen            | 178    |
| 2     | FIN  | Yrjö Kolho Kaarlo Lappalainen Robert Tikkanen Nestori Toivonen Magnus Wegelius | 159    |
| 3     | USA  | Thomas Brown Willis A. Lee Lawrence Nuesslein Carl Osburn Lloyd Spooner        | 158    |
| 4     | SWE  | Per Kinde Bengt Lagercrantz Karl Larsson Alfred Swahn Oscar Swahn              | 153    |

Datum: 27. Juli 1920

20 Teilnehmer aus 4 Ländern

### Laufender Hirsch Doppelschuss 100 m
| Platz | Land | Sportler           | Punkte |
| ----- | ---- | ------------------ | ------ |
| 1     | NOR  | Ole Lilloe-Olsen   | 82     |
| 2     | SWE  | Fredric Landelius  | 77     |
| 3     | NOR  | Einar Liberg       | 71     |
| 4     | SWE  | Alfred Swahn       | 67     |
| 5     | USA  | Lawrence Nuesslein | 64     |
| 6     | USA  | Thomas Brown       | 63     |
| 7     | USA  | Lloyd Spooner      | 62     |
| 8     | USA  | Joseph Jackson     | 61     |
| 9     | USA  | Willis A. Lee      | 53     |

Datum: 27. Juli 1920

9 Teilnehmer aus 3 Ländern

### Laufender Hirsch Doppelschuss Mannschaft 100 m
| Platz | Land | Sportler                                                                      | Punkte |
| ----- | ---- | ----------------------------------------------------------------------------- | ------ |
| 1     | NOR  | Einar Liberg Ole Lilloe-Olsen Thorstein Johansen Harald Natvig Hans Nordvik   | 343    |
| 2     | SWE  | Edward Benedicks Bengt Lagercrantz Fredric Landelius Alfred Swahn Oscar Swahn | 336    |
| 3     | FIN  | Yrjö Kolho Robert Tikkanen Nestori Toivonen Vilho Vauhkonen Magnus Wegelius   | 285    |
| 4     | USA  | Thomas Brown Willis A. Lee Lawrence Nuesslein Carl Osburn Lloyd Spooner       | 282    |

Datum: 27. Juli 1920

20 Teilnehmer aus 4 Ländern

### Tontaubenschießen
| Platz | Land | Sportler         | Punkte |
| ----- | ---- | ---------------- | ------ |
| 1     | USA  | Mark Arie        | 95     |
| 2     | USA  | Frank Troeh      | 93     |
| 3     | USA  | Frank Wright     | 87     |
| 4     | USA  | Frederick Plum   | 87     |
| 5     | USA  | Horace Bonser    | 87     |
| 6     | CAN  | James Montgomery | 86     |
| 7     | BEL  | Henri Quersin    | 85     |
| 7     | NOR  | Nordal Lunde     | 85     |

Datum: 23. bis 24. Juli 1920

18 Teilnehmer aus 7 Ländern

### Tontaubenschießen Mannschaft
| Platz | Land | Sportler | Punkte |
| ----- | ---- | --- | ------ |
| 1     | USA  | Mark Arie Horace Bonser Forest McNeir Jay Clark Frank Troeh Frank Wright                                                 | 547    |
| 2     | BEL  | Albert Bosquet Joseph Cogels Émile Dupont Edouard Fesinger Henri Quersin Louis Van Tilt                                  | 503    |
| 3     | SWE  | Per Kinde Fredric Landelius Erik Lundqvist Karl Richter Erik Sökjer-Petersén Alfred Swahn                                | 500    |
| 4     | GBR  | William Ellicott William Grosvenor Harold Humby Charles Palmer Ernest Pocock George Whitaker                             | 488    |
| 5     | CAN  | George Beattie William Hamilton William McLaren James Montgomery True Oliver Samuel Vance                                | 474    |
| 6     | NED  | Reindert de Favauge Emile Jurgens Franciscus Jurgens Cornelis van der Vliet Eduardus van Voorst tot Voorst Pieter Waller | 222    |
| 7     | FRA  | Augustin Berjat Henri de Castex André Fleury Marcel Lafitte Jean Lareinty-Tholozan René Texier                           | 210    |
| 7     | NOR  | Thorstein Johansen Ole Lilloe-Olsen Nordal Lunde Harald Natvig Hans Nordvik Oluf Wesmann-Kjær                            | 210    |

Datum: 22. bis 23. Juli 1920

48 Teilnehmer aus 8 Ländern